# Saint-Clément-les-Places
Saint-Clément-les-Places là một xã thuộc tỉnh Rhône trong vùng Auvergne-Rhône-Alpes phía đông nước Pháp. Xã này nằm ở khu vực có độ cao trung bình 650 mét trên mực nước biển.